# 8556 Яна
8556 Яна (8556 Jana) — астероїд головного поясу, відкритий 7 липня 1995 року.
Тіссеранів параметр щодо Юпітера — 3,178.